# صعود الروبوتات (رواية)
صعود الروبوتات هي رواية خيال علمي للكاتب الأمريكي جيم مردوك، مبنية على أساس لعبة صعود الروبوتات ويحدث قبل الأحداث التي تحمل نفس الاسم.

## ملخص
جيم مردوخ كاتب ألعاب فيديو بريطاني. ومن المعروف كتابة اللعبة التي تسمى صعود الروبوتات. كما نشر رواية بنفس الاسم. لقد أمضى ستة أشهر في كتابة أول رواية كاملة لألعاب الكمبيوتر في العالم (85000 كلمة). يجب أن يقال إن الرواية كانت أفضل من اللعبة. لكي نكون منصفين للعبة، كانت الأولى من نوعها التي تستخدم نماذج إطارات الأسلاك «المقدمة».
لقد عمل في أدوار تجارية وإبداعية في ألعاب الكمبيوتر / الفيديو منذ عام 1991. وقبل ذلك، قضى 7 سنوات في أعمال الفيديو الخاصة بالشركات، وانتهى به الأمر إلى مكان أصبح «فيديو تفاعلي» في نهاية المطاف حيث قابل أجهزة الكمبيوتر وأشرطة الليزر، والتي تستخدم مع MS-DOS 5.0